# Penumbra: Overture
Penumbra: Overture è un videogioco d'avventura, prodotto dalla società svedese Frictional Games nel 2007
Si tratta di un gioco a tema survival horror, primo di una serie originariamente pensata come trilogia, nota come Penumbra; con l'annuncio del secondo episodio, Penumbra: Black Plague, è stato dichiarato che questo sarebbe stato il capitolo conclusivo. Tuttavia, ne venne pubblicata un'espansione, Penumbra: Requiem, per fornire la serie di un terzo capitolo, anche se questa non prosegue la storia in alcun modo.

## Trama
Ambientato nel 2000, Penumbra: Overture segue la storia di Philip, un fisico trentenne la cui madre è recentemente scomparsa. Dopo aver ricevuto una misteriosa lettera da suo padre fino ad ora dato per morto, Philip segue una serie di indizi che lo portano a navigare fino ad una zona disabitata del nord della Groenlandia.
L'intenso freddo lo costringe a rifugiarsi in una miniera abbandonata. Una volta entrato, l'ingresso della miniera crolla, di conseguenza viene costretto ad addentrarsi in profondità. All'interno della miniera, Philip scopre delle pagine di diario scritte da uno scienziato sconosciuto, rimasto solo e giunto a dover mangiare ragni cavernicoli per evitare di morire di fame, avendo finito le scorte di viveri. Nel diario, questo scienziato descrive anche la scoperta di una tossina psicoattiva presente nel corpo dei ragni che popolano la miniera: essendosene nutrito per anni, nota certi mutamenti fisici in sé stesso. Philip inizia anche a ricevere dei messaggi radio provenienti da un certo Tom Redwood detto "Red", un uomo impazzito per solitudine e claustrofobia. Red promette a Philip che se lo incontrerà, gli fornirà delle risposte.
Philip, impersonato dal giocatore, scende sempre più in profondità nelle miniere in cerca di Red trovando nel frattempo indizi sui segreti dei precedenti abitanti della miniera ed anche sulle strane creature ed i bizzarri fenomeni presenti. Si scopre rapidamente che la miniera è abitata da un ecosistema di animali abnormi ed ostili: cani, ragni giganti e vermi enormi (di vari metri). Tra dormitoi ed avamposti abbandonati, Philip rinviene vari documenti, rivelanti che una società segreta stava studiando alcuni fenomeni insoliti all'interno delle miniere.
Seguendo gli indizi e risolvendo vari enigmi, Philip giunge finalmente in una zona all'interno delle profondità della miniera dove Red lo sta aspettando. Questi lo attende all'interno di un inceneritore, da cui implora Philip di ucciderlo. Senza avere altra scelta, il personaggio attiva l'inceneritore; tra i resti di Red, trova degli oggetti che gli consentono di proseguire in una nuova zona della miniera indicata come "The Shelter" ("Il rifugio"). Una volta entrato, egli nota la presenza di quello che sembra un essere umano, il quale lo sta osservando. Philip si avvicina alla figura, ma la luce improvvisamente si spegne ed il personaggio viene gettato a terra e trascinato via.

## Nemici
- Cani Infetti: sono i nemici più comuni del gioco.
- Ragni: sono i nemici più deboli della serie di Penumbra: si possono trovare nei cunicoli delle grotte.
- Worm: una sorta di verme boss che può uccidere in 3/4 colpi, facendo di lui il terzo nemico più pericoloso di penumbra

## Modalità di gioco
Anche se gli sviluppatori descrivono Penumbra: Overture come un'avventura in prima persona, il gioco mescola generi di survival horror, sparatutto in prima persona, e di avventura grafica. L'uso del Newton Game Dynamics esemplifica la risoluzione di enigmi ed anche il combattimento basato sulla fisica di gioco. Il gioco si avvale anche di un'intelligenza artificiale avanzata per la risposta realistica dei nemici in base ai rumori ed alla luce, creando un gameplay basato sullo stealth.
Nel gioco non sono presenti armi da fuoco o comunque armi da combattimento a distanza tipiche degli FPS, quindi durante il combattimento il giocatore si limita a scontri corpo a corpo improvvisati con un martello od un piccone, od al lancio di oggetti, anche esplosivi, contro le creature ostili. Nel gioco è comunque previsto in molti casi che il giocatore riesca ad evitare il combattimento utilizzando vari stratagemmi (bloccando un passaggio con porte o sassi, muovendosi silenzionsamente accucciati e lontano dalla luce, gettando delle esche di carne, ecc.), cosa peraltro indirizzata dallo stesso gameplay.
Il giocatore impersona il personaggio Philip e l'obiettivo principale del gioco è l'esplorazione e l'interazione con gli oggetti al fine di risolvere determinati enigmi, indagare, procedere nel mondo di gioco e far sopravvivere il personaggio.

## Sviluppo

### Tech demo
Penumbra: Overture è basato sul precedente gioco di Frictional Games Penumbra, un breve demo pensato per dimostrare le capacità della società sviluppatrice dell'HPL Engine. Gli sviluppatori hanno ammesso di aver fatto delle modifiche significative al motore originale per adattarlo alla grafica 3D di questo gioco: «Il motore è stato costruito partendo da un codice preesistente; prima di passare alla terza dimensione, ho fatto un po' di pulizia ed ho iniziato ad aggiungere una base per il rendering 3D. Non direi che il motore 2D originale è stato modificato per aggiungere 3D, ma piuttosto un livello 3D è stato aggiunto in modo che tutta la componente 2D rimanga presente. La possibilità di sviluppare un gioco 2D utilizzando il nostro motore è rimasta.»
Anche se inizialmente non era destinato ad essere un prodotto commerciale, Penumbra ha ricevuto una buona accoglienza, e la società decise di sviluppare una versione completa del gioco.

### Release
Il primo episodio di Penumbra è stato distribuito il 30 marzo 2007, attraverso vari siti web di download. Il gioco è stato contemporaneamente pubblicato in un cofanetto nel Regno Unito, e la commercializzazione in scatola negli Stati Uniti è iniziata l'8 maggio 2007.
Il 25 maggio 2007, è stata distribuita da parte dei negozi di Frictional Games la versione completa per Linux. Inoltre, il gioco è diventato disponibile su GameTap il 4 ottobre 2007. Il 10 gennaio 2008 la versione completa per macOS è stata pubblicata sul forum di Frictional Games per i processori delle architetture PowerPC ed Intel. Il 6 marzo 2009 la Paradox Interactive ha distribuito Penumbra: Overture in una confezione che comprendeva Penumbra: Black Plague e Penumbra: Requiem. Il gioco è stato reso disponibile tramite Steam il 7 marzo 2009.
Penumbra: Overture è stato distribuito come parte del Humble Indie Bundle, e quando gli incassi hanno superato 1000000 $, Overture è stato pubblicato come software open source.

## Accoglienza
A partire dal settembre 2010, il gioco ha avuto un punteggio da Metacritic di 73, da MobyGames di 74, e GameRankings di 73 ÷ 74%; inoltre ha ricevuto una valutazione media di quattro stelle da The Linux Game Tome ed una valutazione media di quattro stelle e mezzo da JeuxLinux.

## Easter Eggs
Se si osserva il piede di porco (trovato nella mappa "Lago Utuqao") visualizzandolo nell'inventario, questi vi dirà che è possibile leggervi sopra la parola "Freeman".
Questa è una chiara allusione al celebre personaggio delle serie di Half-Life, Gordon Freeman.